# Mr. Perfectly Fine
"Mr. Perfectly Fine" é uma canção gravada pela cantora estadunidense Taylor Swift para seu primeiro álbum regravado, Fearless (Taylor's Version). A canção foi lançada de surpresa em 7 de abril de 2021, pela Republic Records como terceiro single da regravação. Foi escrita por Swift em 2008 e foi gravada em algum momento de novembro de 2020 a janeiro de 2021, com produção de Swift e Jack Antonoff.

## Antecedentes e lançamento
Em 2019, o empresário norte-americano Scooter Braun comprou e posteriormente revendeu os masters dos primeiros seis álbuns de estúdio de Taylor Swift, de Taylor Swift (2006) a Reputation (2017). Mais tarde, Swift expressou a intenção de regravar os álbuns para recuperar o controle de seu trabalho. A primeira dessas regravações, Fearless (Taylor's Version), uma regravação do álbum Fearless de Swift de 2008, foi lançada em 9 de abril de 2021, após ser anunciada em 11 de fevereiro. Junto com o anúncio, Swift revelou que lançaria seis canções, listadas como "from the Vault", que não fez parte do álbum de 2008. "You All Over Me (from the Vault)" foi a primeira dessas faixas; foi lançada em 26 de março de 2021, como single.
Em 3 de abril, os títulos das cinco faixas restantes do "from the Vault", incluindo "Mr. Perfectly Fine", foram divulgadas. Em 7 de abril, Swift lançou de surpresa "Mr. Perfectly Fine" ao lado de um lyric video. "Mr. Perfectly Fine" foi originalmente escrita por Swift em 2008.

## Composição
"Mr. Perfectly Fine" é uma canção country pop acústica com elementos de rock, como guitarras enérgicas. Dura quatro minutos e 38 segundos. Liricamente, a canção encontra Swift navegando na separação de sentimentos tumultuosos, usando um jogo de palavras. A canção inclui uma menção à frase "Sr. casualmente cruel", que está associada à canção de 2012 de Swift "All Too Well".

## Posições nas tabelas musicais
| Tabela musical (2021)              | Melhor posição |
| ---------------------------------- | -------------- |
| Canadá (Canadian Hot 100)          | 82             |
| Estados Unidos (Billboard Hot 100) | 90             |
| Mundo (Billboard Global 200)       | 114            |
| Irlanda (IRMA)                     | 98             |
| Nova Zelândia (Hot 40 Singles)     | 6              |